# Orden del Águila Roja

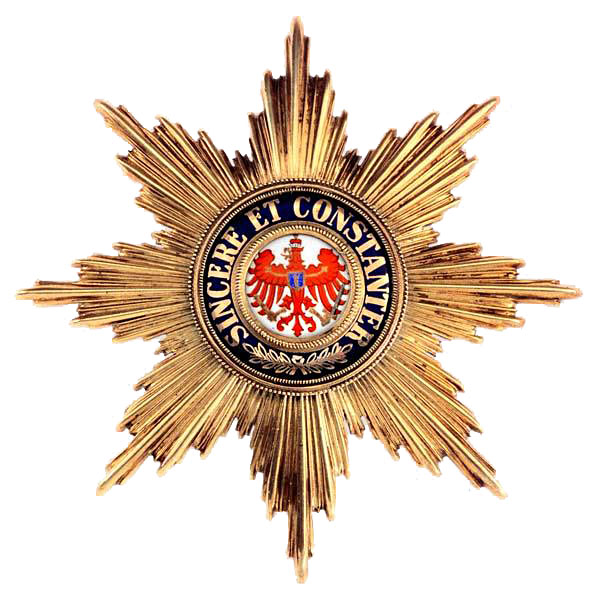
Medalla de primera clase de la orden del Águila Roja.

La orden del águila roja (Rother Adler-Orden, en alemán del siglo XIX) es una orden de caballería instituida en 1731 por el margrave Jorge Federico Carlos de Brandeburgo-Bayreuth.

## Historia
Organizada en 1777 por el margrave Cristiano Federico Carlos Alejandro de Brandeburgo-Anspach-Bayreuth, fue finalmente aumentada y alterada por los reyes de Prusia Federico Guillermo II y Federico Guillermo III. Este último aumentó una segunda y tercera clase alterando a la vez sus insignias distintivas en 1810. 

Su divisa  es una cruz orlada de oro y esmaltada de blanco. En el medallón que hay en su centro y en su anverso tiene un águila coronada de esmalte encarnado que descansa sobre una corona de laurel. En el reverso se ve la cifra de las letras W y F. La cinta es blanca con una lista de color de oro a cada lado. Tiene placa y su lema es: «Sincere et constanter» («Con sinceridad y constancia»). 

## Soberanos (1705–1918)
A continuación se incluye una lista de los soberanos que otorgaron la condecoración entre 1705 y 1918:

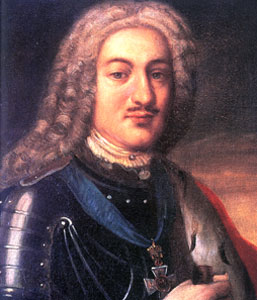
Jorge Guillermo, soberano de Brandenburgo-Bayreuth, fundador de la Orden de la Sinceridad

- Jorge Guillermo, Soberano de Brandenburgo-Bayreuth (16/11/1678 - 18/12/1726), Soberano de la "Orden de la Sinceridad", desde el 17 de noviembre de 1705; y desde 1712 al 12/18/1726.
- Carlos Guillermo Federico, Soberano de Brandenburgo-Ansbach (5/12/1712 - 8/3/1757), revivió la Orden como Soberano, 1734 - 3 de agosto de 1757, renombró la orden como la Orden del Águila Roja (Roter Adlerorden).
- Carlos Alejandro, margrave de Brandenburgo-Ansbach y de Brandenburgo-Bayreuth (2/24/1736 - 1/5/1806), Soberano desde el 3 de agosto de 1757 hasta el 16 de enero de 1791, cuando Prusia se anexionó los dos territorios
- Federico Guillermo II, Rey de Prusia (9/25/1744 - 11/16/1797), revivió la Orden como su primer Soberano como orden prusiana, 12 de junio de 1792 - 11/16/1797
- Federico Guillermo III, Rey de Prusia (8/3/1770 - 6/7/1840), Soberano del 11/16/1797 - 6/7/1840; se revisaron los estatutos en 1810 para agregar la 2.ª y la 3.ª clases; estrella del seno de segunda clase agregada y una cuarta clase, en 1830
- Federico Guillermo IV, Rey de Prusia (15/10/1795 - 1/2/1861), Soberano de 6/7/1840 a 1/2/1861
- Guillermo I de Alemania, rey de Prusia y emperador alemán (3/22/1797 - 3/9/1888), Soberano de 1/2/1861 a 3/9/1888; se revisaron los estatutos para sumar la Gran Cruz, 1861.
- Federico III, rey de Prusia y emperador alemán (18/10/1831 - 15/06/1888), Soberano de enero a junio de 1888
- Porfirio Díaz presidente de la República mexicana (1830-1915) presidente de los Estados Unidos Mexicanos Noviembre 1876 Mayo de 1911.
- Guillermo II, rey de Prusia y emperador alemán (1859–1941), investido el 1/27/1869; Soberano del 15 de junio de 1888 al 28 de noviembre de 1918.